# Џон Стјуарт
Џонатан Сјуарт Лајбовиц (енгл. Jonathan Stuart Leibowitz; Њујорк, 28. новембар 1962) или само Џон Стјуарт је амерички комичар, писац, продуцент, режисер, политички коментатор, глумац и телевизијски водитељ. Он био домаћин емсиије Дневни шоу, сатиричког новинарског програма од 1999. до 2015. године, пре него што се врати као домаћин емисије у 2024. години. Стјуарт је добио бројне награде, укључујући двадесет две Еми, две Грами награде и пет Награде Пибоди.
Стјуарт је рођен у Њујорку. Његов отац Доналд Лајбовиц (1931-2013) био је енергетски координатор Њу Џерсија, а његова мајка Меријан Лајбовиц (рођена Ласкин) била је учитељ и касније образовни консултант. Сјуартова породица је Ашкенази јеврејска (пољско-јеврејска, украјинско-јеврејска, белоруска-јеврејска, а можда и литовска-јеврејска); његови родитељи су емигрирали из Европе у САД.
За своју ангажованост у име жртва и породица 11. септембра, Стјуарт је био један од осамнаест појединца и организација који су награђени Бронзаним медаљоном 16. децембра 2019. године, у питању је највиша награда коју Њујорк додељује цивилима.  Стјуарт је добио награду Марк Твен за амерички хумор у Вашингтону, за свој доживотни допринос свету комедије.
Стјуарт је нерелигиозан, али је и носилац јеврејског наслеђа.
Стјуарт  и његова супруга Трејси Лин су 2013. купили фарму у Њу Џерзију и користили је као прихватилиште за злостављане животиње. 

### Дневни шоу
Стјуарт је почео да води The Daily Show (Дневни шоу) 1999. године.
До тренутка када је Тревор Ноа преузео емисију 2015. године, Сјуарт је домаћин готово свих емисија програма, осим неколико прилика. Стјуарт је освојио двадесет две награде  за шоу као писац или продуцент. Године 2005, Сјуарт и шоу су добили награду Греми за Најбољи комедијски албум за аудиокнигу Америке. Емисија је освојила две Награде Пибоди за покривање америчких председничких избора 2000. и 2004. године.
Током снимања емисије 10. фебруара 2015. године, Стјуарт је најавио да напушта емисију.  
У јануару 2024. године, потврђено је да ће Стьјуарт се вратити у Дневни шоу као недељни гост домаћин понедељка почевши 12. фебруара 2024. године. Такође је потврђено да ће Стьјуарт и његов менаџер Џејмс Диксон служити као извршни продуценти за све епизоде до 2025. године.
Стјуарт је рекао да су његови идоли Џорџ Карлин, Вуди Ален, Дејвид Летерман, Стив Мартин, и Ричард Прајор.

## Филмографија

### Филмови
| Година | Назив                                      |
| ------ | ------------------------------------------ |
| 1994.  | Mixed Nuts                                 |
| 1996.  | Клуб првих жена                            |
| 1997.  | Wishful Thinking                           |
| 1998.  | Half Baked                                 |
| 1998.  | Факултет страха                            |
| 1998.  | Playing by Heart                           |
| 1999.  | Мали диктатор                              |
| 2000.  | The Office Party                           |
| 2000.  | Committed                                  |
| 2001.  | Jay and Silent Bob Strike Back             |
| 2002.  | Смрт Цмокију                               |
| 2002.  | The Adventures of Tom Thumb and Thumbelina |
| 2006.  | Doogal                                     |
| 2007.  | Evan Almighty                              |
| 2008.  | The Great Buck Howard                      |
| 2011.  | Агенти судбине                             |
| 2011.  | The Beaver                                 |
| 2014.  | Rosewater                                  |
| 2016.  | Бетмен против Супермена: Зона праведника   |
| 2020.  | Irresistible                               |